# Мордовин, Максим Анатольевич
Максим Анатольевич Мордовин (род. 14 августа 1986, Ангарск, Иркутская область) — российский борец греко-римского стиля, чемпион и призёр чемпионатов России.

## Карьера
Родился в Ангарске, однако вскоре, его семья перебралась в поселок Юрты Тайшетского района, в родной город вернулся когда ему уже было 10 лет. С 1997 года занимается борьбой в школе «Ермак». Впоследствии перешёл заниматься борьбой в ДЮСШ-3 под руководством тренера Федора Хандалова. В 2004 году вместе со своим тренером он перебрался в усольскую школу греко-римской борьбы. В августе 2005 года стал в польском Вроцлаве стал чемпионом Европы среди юношей. В 2007 году в Новосибирске стал двукратным чемпионом России. В январе 2010 года завоевал бронзовую медаль на Гран-при Ивана Поддубного в Тюмени. В феврале 2010 года в составе сборной России принимал участие на Кубке мира в Ереване.

## Спортивные результаты
- Чемпионат России по греко-римской борьбе 2005 — ;
- Чемпионат России по греко-римской борьбе 2007 — ;
- Гран-при Ивана Поддубного 2007 — ;
- Чемпионат России по греко-римской борьбе 2008 — ;
- Чемпионат России по греко-римской борьбе 2009 — ;
- Гран-при Ивана Поддубного 2010 — ;
- Гран-при Ивана Поддубного 2011 — ;
- Кубок мира по борьбе 2011 (команда) — 4;
- Кубок мира по борьбе 2011 — 10;
- Кубок России по борьбе 2012 (команда) — ;